# Gare de Tagawa-Gotōji
La gare de Tagawa-Gotōji (田川後藤寺駅, Tagawa-Gotōji-eki) est une gare ferroviaire de la ville de Tagawa, dans la préfecture de Fukuoka au Japon. Elle est exploitée par les  compagnies JR Kyushu et Heisei Chikuho Railway.

## Situation ferroviaire
La gare de Tagawa-Gotōji est située au point kilométrique (PK) 30,0 km de la ligne Hitahikosan. Elle marque la fin des lignes Gotōji et Itoda.

## Histoire
La gare a été inaugurée le 5 février 1896.

## Service des voyageurs

### Accueil
La gare dispose d'un bâtiment voyageurs ouvert tous les jours, avec des guichets et des automates pour l'achat de titres de transport.

### Desserte

#### JR Kyushu
- Ligne Gotōji :
  - voies 0 et 1 : direction Shin-Iizuka
- Ligne Hitahikosan :
  - voies 1, 3 et 4 : direction Jōno et Kokura
  - voies 1 et 4 : direction Soeda

#### Heisei Chikuho Railway
- Ligne Itoda :
  - voie 2 : direction Nōgata